# Somalias historie
Somalias historie strækker sig fra de ældste tider, som viser, at der var bosættelse i palæolitisk tid, og der er fundet hulemalerier, som er daterede tilbage til 9.000 f.Kr. For oldtidens egyptere var Somalia, beliggende på Afrikas horn, kendt som landet Punt, og de kom til Somalias nordlige kyster på jagt efter røgelse og vellugtende planter. Fra 800-tallet e.Kr. begyndte folk i Somalia at trænge syd over fra kysten af Adenbugten, og på samme tid begyndte arabiske og persiske bosættere at etablere sig langs kysten af Det Indiske Ocean. Portugisiske udforskere forsøgte uden held at etablere overherredømme over kysten af Somalia, men herskede over flere kystbyer. Mens kysten blev befolket af nye bosættere, var det indre af landet, meget af det goldt og ugæstfrit, overladt til landets oprindelige befolkning.
Briterne okkuperede Aden, en havneby i Yemen, i 1839, blev kysten af Somalia dens madkilde. Franskmændene etablerede drift af kulminer i 1862 med station i Djibouti, og længere nord på etablerede italienerne en koloni i dagens Eritrea. I 1920 havde det britiske og det italienske protektorat overtaget det område, som i dag udgør Somalia, og briterne overtog hele området efter 1941.
I 1960 fik begge de to tidligere britiske og italienske områder deres uafhængighed og blev slået sammen til Republikken Somalia den 1. juli samme år. Somalia brød de diplomatiske forbindelser til Storbritannien i 1963, da briterne overgav et område bosat af somaliere til Kenya. Den 15. oktober 1969 blev præsident Abdi Rashid Ali Shermarke myrdet, og hæren greb magten. General Mohamed Siad Barre blev gjort til præsident i den nydøbte Somaliske demokratiske republik og søgte støtte hos Sovjetunionen. I 1977 støttede Somalia åbent oprørere i nabolandet Etiopiens område Ogaden. I den otte måneder lange krig, som brød ud mellem de to lande, måtte Somalia trække sig ud efter at have mistet det meste af sin hær på 30.000 mand og sine kampvogne og fly. Præsident Siad Barre flygtede fra landet i januar 1991, og i tomrummet lå Somalia åbent for en række stammebaserede guerillagrupper og islamistiske fundamentalister. Den islamistiske retsunion (ICU), en organisation med forbindelser til al-Qaeda, spredte sig i Somalia i 2006, og i december samme år gik den etiopiske hær ind i landet. I januar 2009 trak de etiopiske styrker sig ud. Somaliske pirater har i løbet af 2000'erne drevet udstrakt piratvirksomhed i Det Indiske Ocean, hvilket har ført til omfattende international militær involvering i havområdet.

## Forhistorie
Somalia har været bosat af tidlige mennesker siden paleolitisk tid, menneskehedens første stenalder. Det er fundet hulemalerier i det nordlige Somalia daterede tilbage til 9.000 f.Kr. Mest berømt af disse er i Laas Geel-komplekset, som indeholder en del af de ældste kendte hulemalerier på det afrikanske kontinent. Der er afdækket en form for inskriptioner under hver af hulemalerierne, men arkæologerne har ikke været i stand til at tyde denne form for oldtidsskrift. I løbet af stenalderen blomstrede doikulturen og den hargeisanske kultur her med deres respektive stenindustrier.
De ældste beviser på gravskikke på Afrikas horn kommer fra gravsteder i Somalia, som er daterede tilbage til 3000-tallet f.Kr. Stenværktøj fra det arkæologiske fundsted Jalelo i det nordlige Somalia er blevet forsøgt forstået som den vigtigste forbindelse i beviserne på en palæolitisk kultur mellem øst og vest.

## Antikken
Somalia havde en sofistikeret civilisation i oldtiden, som en gang blomstrede på den somaliske halvø. Pyramidestrukturer, grave, byer i ruiner og stenmure som Wargaademuren, som omkransede en stor bosættelse, er beviser på dette. Fund ved arkæologiske udgravninger i Somalia har vist, at denne civilisation fra oldtiden havde et gammelt skriftsystem, som endnu ikke er blevet tydet. Civilisationen havde en lukrativ handel med oldtidens Egypten og den mykenske kultur i oldtidens Hellas siden mindst 1000-tallet f.Kr., hvilket støtter synet på Somalia som oldtidens kongedømme Punt, som findes omtalt i egyptiske skrifter. Puntierne "handlede ikke bare i deres egne produkter af røgelse, elfenben og krøtter med korte horn, men også i varer i fra andre naboregioner, herunder guld, elfenben og dyreskind." I henhold til tempelrelieffer ved Deir el-Bahari var landet Punt på den tid styrt av kong Parahu og dronning Ati.
Oldtidens somalier domesticerede kamelen en gang mellem 2000- og 1000-tallet f.Kr., og derfra spredte den sig til oldtidens Egypten og til hele det nordlige Afrika. I antikken udviklede bystaterne Mossylon, Opone, Malao, Mundus og Tabae i Somalia et lukrativt handelsnetværk, som sammenknyttede handelsfolk fra Fønikien, ptolemeerdynastiets Egypten, Hellas, partiske Persien, kongedømmet Saba, Nabataea og Romerriget. De benyttet et somalisk oldtidsfartøj kendt som beden for at fragte deres laster.
Efter, at romerne havde erobret Nabataea, og den romerske marine etablerede sig ved Aden i Yemen for at hindre piratvirksomhed, blev arabiske og somaliske handelsmænd enige om at nægte indiske handelsskibe at handle med de frie havne på den arabiske halvø for at beskytte egne interesser i den meget indbringende handel mellem Det Røde Hav og Middelhavet. Imidlertid fortsatte indiske handelsmand at lave handel i havnebyerne på den somaliske halvø, der romerne ikke havde indflydelse.
Indiske handelsmænd har i århundreder ført store mængder af kanel fra Sri Lanka og Indonesien til Somalia og Arabien. Dette var efter sigende den største hemmelighed hos arabiske og somaliske handelsmænd i deres handel med den romerske og græske verden. Romerne og grækerne troede, at kilden til kanel var i Somalia, men i virkeligheden blev den fragtet dertil af indiske skibe. Via den hemmelige aftale melløm somaliere og arabere blev også kanel eksporteret til langt højere priser til Nordafrika, Mellemøsten og Europa, hvilket gjorde kanelhandelen meget indtægtsindbringende, især for somaliere.

## Islams fødsel og middelalderen
Islams historie på Afrikas horn er lige så gammel som religionen selv. Tidligt forfulgte muslimer flygtede til havnebyen Zeila i det etiopiske kongedømme Aksum, men som i dag tilhører Somalia, for at søge beskyttelse fra Qureishstammen (Muhammeds stamme) ved hoffet hos kongen af Aksum. Nogen af muslimerne, som fik beskyttelse, skal efter sigende have bosat sig i flere dele af Afrikas horn for at sprede islam.
Muslimernes sejr over Quraysh i 600-tallet fik en betydelig virkning på Somalias handelsmænd og søfolk, da deres arabiske handelspartnere på den tid alle havde konverteret til islam, og de store handelsruter i Middelhavet og Det Røde Hav kom ind under det muslimske kalifats herredømme. Via handel spredte islam sig blandt den somaliske befolkning i kystbyerne, og ustabiliteten på den arabiske halvø førte til yderligere udvandring af arabiske familier til kysten af Somalia, hvilket øgede andelen af muslimer på den somaliske halvø.
Byen Mogadishu blev centrum for islam på den østafrikanske kyst, og somaliske handelsmænd etablerede en koloni i Mozambique for at skaffe sig guld fra minerne i Munhumutapaimperiet i Sofala. I det nordlige Somalia var Adal i dets tidligste faser et lidet handelssamfund, som blev etableret af nykonverterede muslimer fra Afrikas horn, og som hovedsagelig var af somalisk oprindelse, i henhold til arabiske og somaliske krøniker.
Århundredet mellem 1150 og 1250 markerede et afgørende vendepunkt for islams rolle i somalisk historie. Yaqut al-Hamawi og senere Ibn Said noterede, at berbere (= somaliere) var en voksende muslimsk nation i løbet af denne tid. Adalsulfatet var nu centrum for et kommercielt rige, som strakte sig fra Kapp Gardafai til kongedømmet Hadiya i Etiopien. Adal kom der efter under indflydelse af det ekspanderende sulfat Ifat på Afrikas horn og blomstrede under dets beskyttelse.
Hovedstaden i Ifat var Zeila, nord i dagens Somalia, og derfra marcherede Ifatsulfatets hær for at erobre oldtidsriget Shoa i 1270. Denne erobring igangsatte en rivalisering om overherredømme mellem de kristne salomoniske kejserne i Etiopien og det muslimske Ifatsulfat, som førte til flere ødelæggende krige. Ifatsulfatet gennemførte flere hurtige krigstogter ind i Etiopien, hvilke udgjorde en vanskelig udfordring for den etiopiske kejser, og det var ikke før at sultanen blev forfulgt dybt ind i Adals område, at etiopierne endelig fik løst problemet. Efter et stort slag mellem Etiopien og Ifatsulfatet blev sidstnævntes hær besejret. Sultanen flygtede tilbage til Zeila, men han blev forfulgt af etiopierne, som belejrede byen. Her blev sultanen dræbt. Sultanens familie søgte tilflugt hos kongen af Yemen, hvor hans sønner planlagde hævn over Etiopien.
I løbet af ajurraanernes tidsalder, sultanaterne og republikkerne blomstrede de somaliske byer Marka, Mogadishu, Barawa, Hobyo og deres respektive havne, og gennem en lønsom og omfattende udenlandshandel med skibe, som sejlede til Arabien, Indien, Venezia, Persien, Egypt, Portugal og så langt væk som til Kina. Portugiseren Vasco da Gama, som passerede Mogadishu i 1400-tallet, rapporterede, at det var en stor by med huse i flere etager og store paladser i byens centrum, foruden flere moskeer med cylindriske minareter.
I 1500-tallet skrev Duarte Barbosa, en portugisisk skribent, at mange skibe fra kongedømmet Cambay i dagens Indien sejlede til Mogadishu med klæde og krydderier og i retur tog guld, voks og elfenben. Barbosa fremhævede også overfloden af kød, hvede, byg, heste og frugt på markederne, som genererede store rigdomme for handelsmændene. Mogadishu var centrum for den driftige tekstilindustri kendt som toob benadir, specialiseret for markederne i Egypten og andre steder, sammen med Marka og Barawa, også tjente som transitstop for swahiliske handelsfolk fra Mombasa og Malindi, og for guldhandelen fra øen Kilwa. Jødiske handelsfolk fra Hormuzstrædet fragtede indiske tekstiler og frugt til Somalias kyster og byttede sig til korn og trævirke.

## Kolonialismen
Somalias ligger på Afrikas horn og er dermed den bedste og nærmeste søvej til Indien. Under 1800-tallet bemærkedes Afrikas Horns (Somalias) eneste adgang af englænderne, dets strategiske beliggenhed ved Adenbugten. De havde etableret en flådebase i Aden (Yemen), ikke mindst som beskyttelse af trafikken gennem Suezkanalen til Indien. Således kom det sig, at de i 1880-erne oprettede et britisk protektorat i det nuværende nordlige Somalia, Britisk Somaliland. Italien fulgte efter og skabte i syd langs Det Indiske Oceans kyst Italiensk Somaliland. I 1887 indlemmede Etiopien det tidligere somaliske Ogaden. Mussolinis fascistiske tropper invaderede i 1920- og 30-erne Etiopien og satsede hårdere på at kolonisere Etiopien og Italiensk Somaliland. Under 2. verdenskrig okkuperede briterne den italienske koloni. I 1950 overdroges området på ny til Italien for en overgangsperiode frem til 1960, da det var planlagt at skulle blive selvstændigt. Også det britiske protektorat skulle samtidigt blive selvstændigt.

## Selvstændighedstiden
Under 2. verdenskrig okkuperedes Italiensk Somaliland af briterne. Fra 1950 overdroges området af FN for at forberede selvstændighed i 1960.
Republikken Somalia oprettedes så gennem en sammenlægning af Britisk Somaliland, som blev selvstændigt fra Storbritannien den 26. juni 1960, og Italiensk Somaliland, som blev selvstændigt fra italiensk administration den 1. juli 1960.
Aden Abdullahi Osman valgtes af SYL-parlamentarikere til Somalias første præsident i juli 1960; en post som han besad til 1967.
Abdirashid Sharmarke valgtes demokratisk til Somalias nye præsident i 1967. I 1969 blev han myrdet af kommunistiske kupmænd i det nordøstlige Somalia, hvilke under ledelse af general Mohammed Siad Barre opløste nationalforsamlingen, forbød andre politiske partier og satte landet under ledelse af et højeste revolutionsråd. Lederskabet oprettede stærke forbindelser med Sovjetunionen. Mod slutningen af 1970-erne mistede regimet imidlertid Sovjetunionens støtte efter et somalisk forsøg på at erobre en somalisk provins (Ogaden) i nabolandet Etiopien.

### Efter diktaturets fald 1991
Lige siden den langvarige diktator Siad Barre blev styrtet i 1991, har Somalia været et af verdens mest politisk ustabile lande. Ingen regering eller gruppe har senere haft fuldstændig kontrol over hele landet. Landet er blevet beskrevet som "lovløst". Samme år, som Siad Barres regime gik i graven, deklarerede klaner i nord den selvstændige republik Somaliland, hvilken sener inkluderer regionerne Awdal, Woqooyi Galbeed, Togdheer, Sanaag og Sool. Ingen anden stat har anerkendt denne republik, men dens eksistens er stabil. Dette beror fortrinsvis på en stærk regerende klan samt økonomisk infrastruktur, som blev tilbage efter, at Storbritannien, Rusland og USA havde militære hjælpeprogrammer der.
I december 1992 gik USA's marine i land ved Somalias kyst med målsætningen at fange krigsherren Mohammed Farah Aidid samt at stabilisere situationen i landet, frem for alt omkring hovedstaden Mogadishu. Meget gik imidlertid galt i denne aktion, som blev langt mere besværlig og blodig for amerikanerne, end de havde regnet med. I 1993 indledte FN en toårig indsats, fortrinsvis i syd, for at afhjælpe den katastrofale hungersnød. I 1995 trak FN sig tilbage efter at have lidt tab af menneskeliv blandt sit personale.

### Efter 2000

#### 2000-2005
I 2000 samledes i Djibouti 400 repræsentanter fra forskellige somaliske interessegrupper. Der oprettedes et provisorisk parlament, som blev kaldt TNA, hvilket var en forkortelse for Transitional National Assembly, og en midlertidig national overgangsregering, som kaldtes for TNG, hvilket var en forkortelse for Transitional National Government. Abdiqasim Salad valgtes til landets præsident, og en provisorisk grundlov blev vedtaget. Denne provisoriske administration fik internationalt støtte fra fremtrædende organisationer som FN, OAU og Det Arabiske Forbund.
I 2001 oprettedes en alternativ regering i Etiopien, som modsatte sig TNG, denne regering kaldtes for "Det Somaliske råd for forsoning og genopbygning", forkortet SRRC, hvilket var en forkortelse for Somali Reconcilation and Restoration Council.
Ved en konference i Kenya i 2004 blev 42 ledende repræsentanter for Somalias forskellige fraktioner enige om at oprette et klanbaseret parlament og en interimsregering domineret af militsledere. Ny præsident blev Abdullahi Yusuf Ahmed, som efterfølgende udnævnte Ali Mohamed Gedi til statsminister efter kontroverser med parlamentet. Denne administration var dog allerede fra begyndelsen kendetegnet af så stærke indre modsætninger, at den provisoriske regering ikke før end efter næsten et år kunne etablere sig inde i Somalia, og da ikke i hovedstaden Mogadishu, hvor tilslutningen var svag, men i provinsbyen Baidoa.
Som en reaktion på mange års magtvakuum og utryghed for civilbefolkningen oprettede islamiske grupper shariadomstole i dele af landet, især i hovedstaden Mogadishu, for at påtvinge en ny ordning med hjælp af islamisk retslovgivning. Til egen støtte oprettede domstolene egne militser, som i 2006 fordrev krigsherrerne fra Mogadishu og tog kontrol over store dele af det sydlige og centrale Somalia. Den lovløse militsterror i hovedstaden kollapsede på nogle måneder til trods for, at krigsherrerne og klanhøvdingene den 18. februar havde sluttet sig sammen i en USA-støttet alliance. I juni 2006 antog den nye milits navnet Islamiske domstoles højeste råd. Dets førende leder, sheik Hassan Dahir Aweys, som ledede repræsentationsforsamlingen og som blev regnet for en åndelig leder for de islamistiske domstole, blev af USA anklaget for samvirke med terrororganisationen al-Qaeda. En anden vigtig profil inden for Islamiske domstoles højeste råd var sheik Sharif Ahmed, som ledede et af de udøvende udvalg.

#### 2006-2007
Etiopien sendte i sommeren 2006 militære styrker ind i landet for at støtte overgangsregeringen. Uden for stående militære sagkyndige taler om cirka 15.000 etiopiske soldater. Dertil tros Eritrea at have omkring 2.000 mand i landet, hvilke understøtter den islamistiske milits. Den 20. december 2006 udbrød voldsomme kampe mellem regeringsstyrker og militsfolk omkring overgangsregeringens base i Baidoa, efter de islamiske domstoles ultimatum til Etiopien om at trække sine styrker tilbage var udløbet dagen forinden. Kampene eskalerede den 24. december, da flygangreb gennemførtes mod flere steder i Somalia af Etiopiens væbnede styrker.
Den 24. december 2006 erklærede Etiopien officielt krig mod de islamiske domstoles råd. På juledag bombedes den internationale lufthavn i Somalias hovedstad Mogadishu og flyvepladsen i Baledogle. Også området lige syd for interimsregeringens højkvarter i Baidoa blev angrebet med artilleri. Samtidig forsøgte mange mennesker at flygte, men regeringen havde lukket alle grænser. USA gav den 26. december sin udtalte støtte til Etiopiens angreb mod Somalia. Natten til den 27. december samledes FN's sikkerhedsråd i et hasteindkaldt møde om krisen i Somalia. Rådets eneste arabiske medlem, Qatar, ønskede, at man skulle kæve, at alle udenlandske styrker, inklusive de etiopiske, skulle forlade Somalia. De følgende dage fik dette krav opbakning fra OAU og Arabiske Forbund. Dette foregik samtidig, som de etiopiske styrker avancerede, og Somalias islamistiske styrker trak sig tilbage fra hovedstaden Mogadishu. Den 28. december indtoges Mogadishu af etiopiske tropper sammen med overgangsregeringens styrker, og islamistmilitsen flygtede fra hovedstaden. Efter, at have overgivet Mogadishu, trak islamisterne sig tilbage til floden Jubbas dalgang, hvor blandt andet byerne Jilib og Kismayo ligger. På nytårsaften blev de tillige drevet derfra af etiopiske regeringsstyrker.
Den 7. og 9. januar 2007 foretog USA et flyangreb mod landet. Flytypen, som anvendtes, var AC-130 Gunship. Disse er udrustede med automatkanoner, som udskyder tusindvis af skud på meget kort tid. Mængder af mennesker skal være døde under flyangrebene, som fik international kritik, blandt andet fra FN's nye generalsekretær Ban Ki-Moon. Lørdag den 13. januar oplyste interimsregeringens talsmand Abdirahman Dinari, at islamistmilitsens sidste støttepunkt, den lille fiskerby Ras Kamboni, var blevet befriet. Islamisterne flygtede ud i bushen i vejløse kystområder ved Kenyas grænse. Den 19. januar oplyste de imidlertid, at de var kommet ind i Mogadishu for at angribe paladset. Om aftenen samme dag udbrød der hårde kampe omkring Somalias præsidentpalads. Mindst en granat ramte paladset. Den Afrikanske Union besluttede der efter at sende en såkaldt fredsbevarende styrke på 7.650 man til Somalia.

#### Sultkatastrofen 2011
I sommeren 2011 blev landet, lige som Afrikas horn i sin helhed, ramt af en omfattende tørke og dermed forbundet sultkatastrofe.

#### Hassan Sheikh Mohamud. præsident
I 2012 blev der afholdt et nyt præsidentvalg i Somalia. Den siddende statsleder Sharif Sheikh Ahmed led nederlag til universitetslektor Hassan Sheikh Mohamud. Magtskiftet indebar dog ikke fred i landet. Blot to dage senere blev den nyindsatte præsident udsat for et bombeattentat, som han dog slap uskadt fra. Den islamistiske gruppe al-Shaabab påtog sig skylden for bombeangrebet og markerede dermed sin modstand mod en demokratisk ordning i landet. I september 2013 forsøgte al-Shaabab atter at myrde præsidenten men også denne gang uden held.
Samtidig fortsatte terrorgruppen sin øvrige terrorvirksomhed: i april 2014 blev 34 dræbt ved et terrorangreb i Mogadishu, i september 2013 stod gruppen bag et terrorangreb på et butikscenter i Kenya. Disse og andre terrorangreb er motiveret af såvel religiøse som klan-betingede konflikter.
Blandt præsidentens gerninger har været at forsøge at få en ende på den piratvirksomhed, som somaliere har været indblandet i, ved at give amnesti til 959 pirater, men har ellers været indblandet i de for Somalia sædvanlige klan-konflikter: Præsidenten, der tilhører Hawiye-klanen, var i langvarig konflikt med statsminister Abdiweli Sheikh Ahmed, der tilhører Darood-klanen, og fik statsministeren afsat i december 2014 ved en mistillidsafstemning, hvor 80 parlamentarikere støttede deres statsminister, mens 153 ønskede ham afsat.
Situationen i landet var i 2015 præget af, at knap en tredjedel af Somalias omkring 10,5 millioner indbyggere var underernærede, og af at omkring 900.000 risikerer at blive ofre for hungersnød. Dårligt høstudbytte grundet manglende regn kombineret med generel usikkerhed i landet bidrager til situationen. En afgørende faktor har været, at al-Shabaab har blokeret vejene ind og ud af de byer, som Amisom har overtaget. Dermed er mange af de generhvervede områder fuldstændig afskåret fra bistand og handel med basale fødevarer. Efter planen skulle Somalia afholde demokratiske valg i 2016, men regeringen med præsident Hassan Sheikh Mohamud i spidsen meddelte i juni 2015, at det ikke er muligt og foreslog i stedet an anvende en model, der mindede om den, der var blevet anvendt ved valget i 2012, hvor klanledere, der repræsenterede lokalbefolkningen, valgte parlamentsmedlemmer og præsidenten.
Den 15 januar 2016 detonerede krigere fra den islamistiske militantgruppe al-Shabaab en bilbombe ved porten til en base, der tilhørte Den Afrikanske Union (AU) og som lå i den sydlige del af landet, omkring 550 km vest for Somalias hovedstad Mogadishu, nær den kenyanske grænse. Detoneringen af bilbomben førte ifølge nyhedsbureauet Reuters til, at der udbrød kampe mellem den militante gruppe og soldaterne på basen. En talsmand fra al-Shabaab hævdede, at gruppen havde tilegnet sig kontrollen over basen.
Amerikanske militærdroner og kampfly kastede i weekenden 5-6. marts 2016 bomber i Somalia mod en træningslejr, der tilhørte den militante islamistiske gruppe al-Shabaab og som lå 200 kilometer nord for Somalias hovedstad, Mogadishu. Mindst 150 militante fra gruppen blev dræbt ifølge det amerikanske forsvarsministerium, Pentagon.